# Paraterellia ypsilon
Paraterellia ypsilon är en tvåvingeart som beskrevs av Foote 1960. Paraterellia ypsilon ingår i släktet Paraterellia och familjen borrflugor. Inga underarter finns listade i Catalogue of Life.